# Northumberland County, Pennsylvania
Northumberland County är ett administrativt område i delstaten Pennsylvania i USA, med 94 528 invånare. Den administrativa huvudorten (county seat) är Sunbury. 

## Politik
Northumberland County tenderar att rösta på republikanerna i politiska val.
Republikanernas kandidat har vunnit rösterna i countyt i samtliga presidentval sedan valet 1968. I valet 2016 vann republikanernas kandidat med 68,9 procent av rösterna mot 26,5 för demokraternas kandidat.

## Geografi
Enligt United States Census Bureau har countyt en total area på 1 236 km². 1 191 km² av den arean är land och 45 km² är vatten.

### Angränsande countyn
- Lycoming County - nord
- Montour County - nordost
- Columbia County - öst
- Schuylkill County - sydost
- Dauphin County - syd
- Perry County - sydväst
- Juniata County - väst
- Snyder County - väst
- Union County - väst